# Roșiești, Vaslui
Roșiești este satul de reședință al comunei cu același nume din județul Vaslui, Moldova, România.

## Prezentare generală
Satul Roșiești este reședința comunei cu acelasi nume, comuna Roșiești.
În apropierea comunei curge râul Bârlad și se află monumentul istoric Podul Doamnei din Chițcani, denumit și Podul Docolina, construit în anul 1841 pe teritoriul satului Chițcani (comuna Costești, județul Vaslui). Podul este situat pe DN24, la km 97, la circa 72 m est de șosea (pe drumul ce leagă localitatea Roșiești de șoseaua Vaslui - Bârlad).
Conform recensământului din 2011, comuna Roșiești are o populație de 3151 locuitori.

## Așezare geografică
În zona central-estică a județului Vaslui, lângă DN 24, pe DJ 244A, la 38 km față de municipiul Vaslui și municipiul Bârlad.

## Demografie
Conform recensământului efectuat în 2011, populația comunei Roșiești se ridică la 3.151 de locuitori, în scădere față de recensământul anterior din 2002, când se înregistraseră 3.778 de locuitori. Majoritatea locuitorilor sunt români (97,14%). Pentru 2,86% din populație, apartenența etnică nu este cunoscută. Din punct de vedere confesional, majoritatea locuitorilor sunt ortodocși (95,75%). Pentru 2,86% din populație, nu este cunoscută apartenența confesională.

## Personalități locale
- Nicolae Bagdasar (1896 - 1971), filozof, membru corespondent al Academiei Române.
- Dumitru Bagdasar (Dimitrie Bagdasar) ( 1893-1946) a fost un medic neurochirurg român, profesor la Facultatea de Medicină din București, a pus bazele școlii românești de Neurochirurgie din România.
- George Diamandy ( 1867 - 1917) - diplomat, scriitor și militant socialist român
- Vasile Vasilachi  ( 1909 - 2003) s-a nascut în satul Idrici, com. Rosiesti, jud. Vaslui, în familie de preot. A urmat studii la Seminarul din Huși (1921- 1929) și  la Facultatea de  Teologie din București (1929- 1933), apoi la cea  din Chișinău, unde a obținut doctoratul.

## Monumente istorice
- Biserica  "Sf. Nicolae" (1853) din Gura Idrici; comuna Roșiești, situată în partea de SE a satului.
- Situl arheologic de la Gura Idrici, comuna Roșiești.Punct "La Coșere" la marginea de NE a satului (teren arabil), pe ambele maluri ale pârâului Idrici; tarla 88, 87.